# Marc-Andreas Bochert
Marc-Andreas Bochert (ur. 1971 w Hildesheimie) – niemiecki reżyser filmowy i scenarzysta.

## Filmografia

### Reżyser
- 1980 – Löwenzahn
- 1999 – Kleingeld
- 2004 – Kłamstwa złotej rybki
- 2012 – Piękna i Bestia
- 2014 – Toleranz

### Scenarzysta
- 1996 – Schatten der Vergangenheit
- 1999 – Kleingeld
- 2014 – Toleranz

### Producent
- 2002 – Schmetterling